# Hermaphrodite Borghèse
L'Hermaphrodite Borghèse ou Hermaphrodite endormi est une statue antique représentant Hermaphrodite endormi sur un matelas. Cette œuvre romaine est plus ou moins une copie[évasif] d'après une sculpture hellénistique originale du IIe siècle av. J.-C.
Cette statue fut découverte en 1608 à proximité des thermes de Dioclétien. En 1619 la famille Borghèse commande au Bernin le soin de réaliser le matelas et le coussin sur lesquels est couché l'hermaphrodite, tandis que la restauration du personnage était confiée à David Larique. 
Il fut acheté par Napoléon Ier à son beau-frère le prince Camille Borghèse avec d'autres œuvres de la collection de la famille Borghèse par décret impérial du 27 septembre 1807. Il est conservé au musée du Louvre.

## Sources
1. ↑  Notice de l'œuvre sur le site du musée du Louvre